# Akira
 For alternative betydninger, se Akira (flertydig). (Se også artikler, som begynder med Akira)
Akira (アキラ) er en cyberpunk-manga og anime af Katsuhiro Otomo.
Både mangaen, der udkom fra 1982 til 1990, og animéen, som udkom i 1988, bliver anset som vigtige værker indenfor deres felt og bliver anerkendt som den historie, der fik den vestlige verden til at få øjnene op for anime og manga.
Akira foregår i 2030 efter 3. verdenskrig, som blev startet efter at et kæmpe masseødelæggelsesvåben sprang over Tokyo, og det er i den genopbyggede Neo-Tokyo, en by præget af kriminelle ungdomsbander og uro, at handlingen finder sted. 
Handlingen sker omkring de 2 unge venner Kaneda og Tetsuo, medlemmer af en motorcykelbande, der bliver indblandet i et militær-komplot, der omhandler børn med psykiske kræfter og kup-planer.
Visuelt er Akira et mesterværk, skildringen af byen er præcis, skarp og detaljeret, personerne er udtryksfulde i hele følesesregisteret mellem triumf, sorg, ansvarlighed, gru – som de får rig lejlighed til at bruge i historien, hvor Tetsuos fysiske og psykiske vanvittige metamorfose følger og spejler Neo-Tokyos totale sammenbrud.